# 阿尔贝尔
阿尔贝尔（法語：Harreberg，法語發音：[aʁbɛʁ]；洛林法兰克语：Hoerberj）是法国摩泽尔省的一个市镇，属于萨尔堡-萨兰堡区。

## 地理
阿尔贝尔（48°39'57"N, 7°10'13"E）面积6.34 平方千米，位于法国大東部大區摩泽尔省，该省份为法国东北部内陆省份，是洛林的一部分，西南接默尔特-摩泽尔省，东临下莱茵省，北与卢森堡和德国接壤。
与阿尔贝尔接壤的市镇（或旧市镇、城区）包括：达博、奥梅尔、特鲁瓦方丹、瓦尔沙伊德。
阿尔贝尔的时区为UTC+01:00、UTC+02:00（夏令时）。

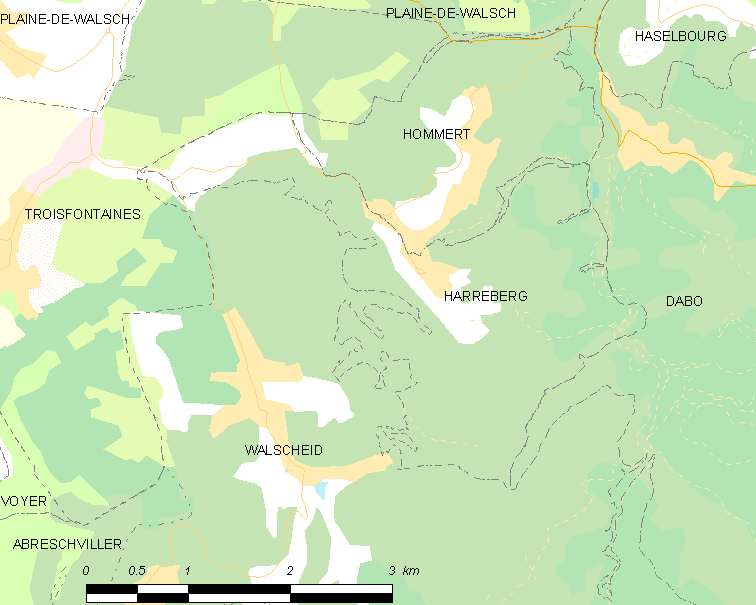
阿尔贝尔的OSM定位图

## 行政
阿尔贝尔的邮政编码为57870，INSEE市镇编码为57298。

## 政治
阿尔贝尔所属的省级选区为法尔斯堡县。

## 人口

1962-2008年间阿尔贝尔人口变化图示

阿尔贝尔于2022年1月1日时的人口数量为365人。